# On Your Radar
„On Your Radar“ е третият студиен албум на британската поп-група Сатърдейс издаден през ноември 2011. Албумът достига номер 23 във Великобритания и получава сребърна сертификация.

## Списък с песните

### Оригинален траклист
1. „All Fired Up“ – 3:13
2. „Notorious“ – 3:12
3. „Faster“ – 3:54
4. „My Heart Takes Over“ – 4:06
5. „Get Ready, Get Set“ – 3:28
6. „The Way You Watch Me“ (с Трави Маккой) – 3:29
7. „For Myself“ – 3:24
8. „Do What You Want With Me“ – 3:37
9. „30 Days“ – 3:04
10. „Promise Me“ – 3:22
11. „Wish I Didn't Know“ – 3:42
12. „White Lies“ – 4:02
13. „Last Call“ – 3:57
14. „I Say OK“ – 3:47
15. „Move on U“ – 3:24

### Дигитално издание
1. „My Heart Takes Over“ (радио редактиран) – 3:44

### iTunes бонус версия
1. „My Heart Takes Over“ (радио редактиран) – 3:44
2. „On Your Radar – Създаване на албума“ (видео)
3. „Notorious“ (видеоклип) – 3:12
4. „All Fired Up“ (видеоклип) – 3:13
5. „My Heart Takes Over“ (видеоклип) – 3:44